# Linea M4 (metropolitana di Istanbul)
La linea M4 della metropolitana di Istanbul, ufficialmente denominata linea metropolitana M4 Kadıköy - Aeroporto Sabiha Gökçen (in turco M4 Kadıköy–Sabiha Gökçen Havalimanı metro hattı), è una linea di transito rapido lunga 34 chilometri e con 23 stazioni della Metropolitana di Istanbul, in Turchia, operante nella parte asiatica della città. In esercizio tra Kadıköy e l'aeroporto Sabiha Gökçen, è la prima linea di trasporto rapido operante nella parte asiatica di Istanbul. La M4 corre per lo più sotto la statale D100, parallela alla ferrovia Istanbul-Ankara ed è interamente sotterranea. Con i suoi 34 km di lunghezza, la M4 è attualmente la linea più lunga della metropolitana di Istanbul.

## Storia
Nel 2005 venne approvato un piano per la costruzione di una linea metropolitana nella parte asiatica di Istanbul. Nel 2008, un contratto di costruzione da 751 milioni di euro fu assegnato a un consorzio formato da Astaldi, Makyol e Gülermak. Il materiale rotabile venbe ordinato alla società spagnola CAF. A metà del 2010 fu completata la costruzione delle gallerie ed è iniziata la posa dei binari. Il percorso ha collegamenti con il sistema Marmaray di TCDD ad Ayrılıkçeşmesi e il sistema Metrobus di Istanbul a Ünalan. La data prevista per l'apertura del tratto sino a Kartal era dicembre 2011, ma questa è stata posticipata a causa di lavori di segnaletica.
La M4 è stata inaugurata il 17 agosto 2012 con una grande cerimonia a Kadıköy, alla quale ha partecipato personalmente l'allora primo ministro Recep Tayyip Erdoğan. Sono allora entrate in servizio 16 stazioni su un tratto di 21,7 km tra Kadiköy e Kartal. Il 29 ottobre 2013, con l'apertura della linea Marmaray sotto il Bosforo, per consentire lo scambio di passeggeri fra le due linee è stata aperta la stazione di Ayrılıkçeşmesi. Con la costruzione delle stazioni Yakacik-Adnan Kahveci, Pendik e Tavsantepe, il 10 ottobre 2016 è stata completata anche la seconda fase della linea, la cui lunghezza ha così raggiunto 26,5 km, con un numero di stazioni pari a 19. Il 2 ottobre 2022 sono state aggiunte alla linea 4 nuove stazioni (stazione di Fevzi Çakmak, stazione di Yayalar, stazione di Kurtköy e stazione dell'aeroporto Sabiha Gökçen). Con ciò la lunghezza della M4 ha raggiunto i 34 km.

## Stazioni
Alla fine del 2022, la M4 aveva un totale di 23 stazioni in funzione, con altre 6 in costruzione.